# Monnina arbuscula
Monnina arbuscula är en jungfrulinsväxtart som beskrevs av Chod.. Monnina arbuscula ingår i släktet Monnina och familjen jungfrulinsväxter. Inga underarter finns listade i Catalogue of Life.